# Poecilmitis kaplani
Poecilmitis kaplani är en fjärilsart som beskrevs av Henning 1979. Poecilmitis kaplani ingår i släktet Poecilmitis och familjen juvelvingar. IUCN kategoriserar arten globalt som sårbar. Inga underarter finns listade i Catalogue of Life.